# Echiopsis curta
Echiopsis curta es una especie de serpiente de la familia Elapidae y único miembro del género Echiopsis. Es endémica de Australia, más concretamente de los estados de Nueva Gales del Sur, Australia Meridional, Victoria y Australia Occidental; en este último es donde tiene la mayor parte de su población. Habita brezales y matorrales, estando fuertemente ligada en su área de distribución oriental a zonas de Triodia, y a mallee de Eucalyptus (bosques bajos y densos). Es una especie vivípara y venenosa.